# Porsche Formula E Team
Porsche Formula E Team, comercialmente conocido como TAG Heuer Porsche Formula E Team, es un equipo alemán propiedad de Porsche que compite en la Fórmula E desde la temporada 2019-20,  contando, para ese entonces, con los pilotos Neel Jani y André Lotterer.

## Resultados

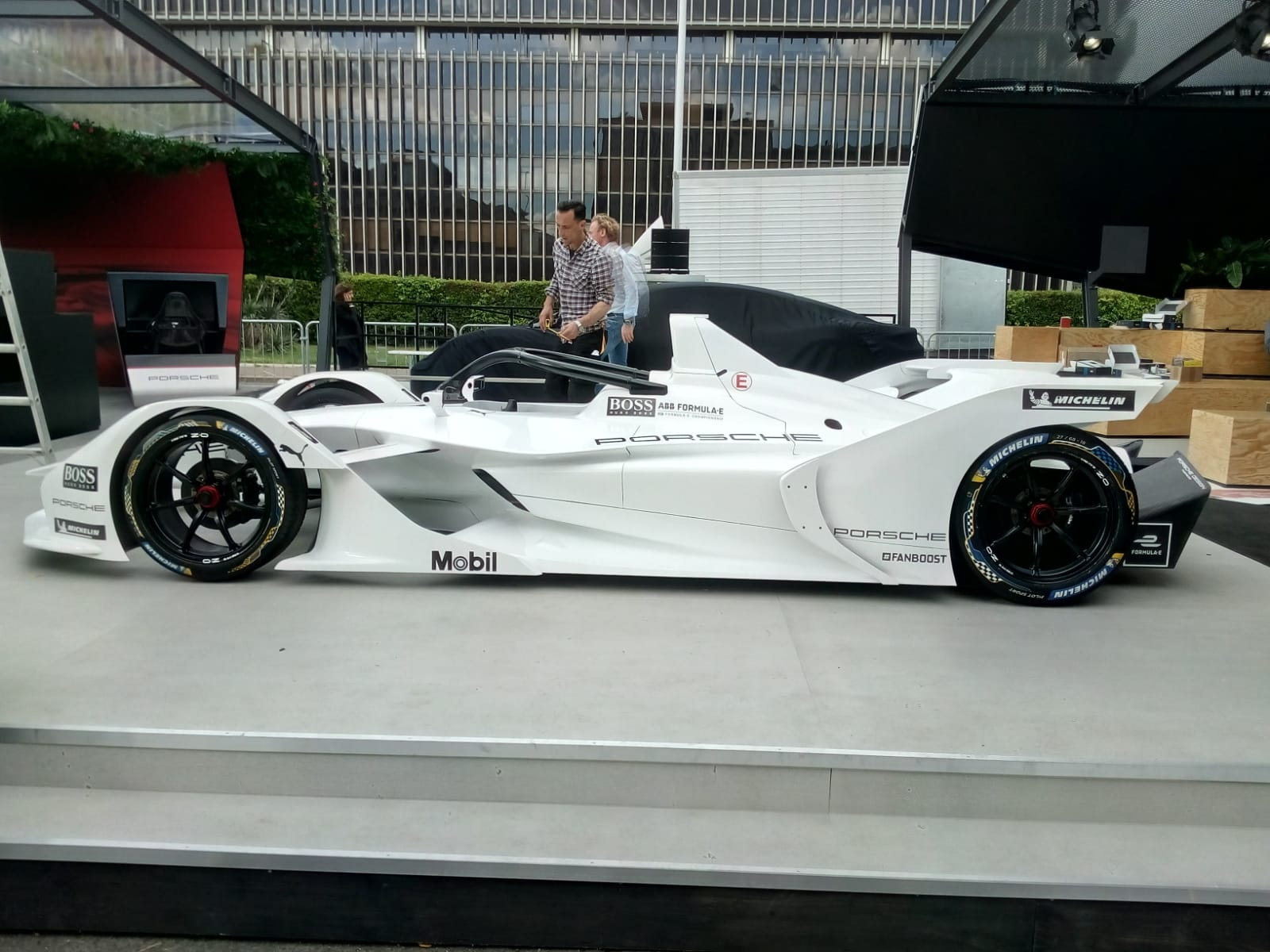
Formula E - Gran Premio di Roma 2019.

### Fórmula E
(Clave) (negrita indica pole position) (cursiva indica vuelta rápida)

| Año     | Chasis         | Unidad               | Neu. | N.º | Pilotos                | 1   | 2   | 3   | 4   | 5   | 6    | 7    | 8    | 9    | 10   | 11   | 12  | 13  | 14  | 15  | 16  | Puntos | Pos. |
| ------- | -------------- | -------------------- | ---- | --- | ---------------------- | --- | --- | --- | --- | --- | ---- | ---- | ---- | ---- | ---- | ---- | --- | --- | --- | --- | --- | ------ | ---- |
| 2019-20 | Spark SRT05e   | Porsche 99X Electric | M    |     |                        | DIR | DIR | SAN | MEX | MAR | BER1 | BER1 | BER2 | BER2 | BER3 | BER3 |     |     |     |     |     | 79     | 8.º  |
| 2019-20 | Spark SRT05e   | Porsche 99X Electric | M    | 36  | André Lotterer         | 2   | 14  | DSQ | Ret | 8   | 2    | 9    | 5    | 8    | 4    | 14   |     |     |     |     |     | 79     | 8.º  |
| 2019-20 | Spark SRT05e   | Porsche 99X Electric | M    | 18  | Neel Jani              | 17  | 13  | Ret | 14  | 18  | 11   | 15   | Ret  | 19   | 6    | 15   |     |     |     |     |     | 79     | 8.º  |
| 2020-21 | Spark SRT05e   | Porsche 99X Electric | M    |     |                        | DIR | DIR | ROM | ROM | VAL | VAL  | MON  | PUE  | PUE  | NYC  | NYC  | LON | LON | BER | BER |     | 137    | 8.º  |
| 2020-21 | Spark SRT05e   | Porsche 99X Electric | M    | 36  | André Lotterer         | 16  | 11  | 14  | 15  | Ret | 2    | 17   | DSQ  | 17   | 8    | 5    | 4   | 17  | 10  | 4   |     | 137    | 8.º  |
| 2020-21 | Spark SRT05e   | Porsche 99X Electric | M    | 99  | Pascal Wehrlein        | 5   | 10  | 7   | 3   | Ret | 18   | Ret  | DSQ  | 4    | Ret  | 4    | 10  | 5   | 21  | 6   |     | 137    | 8.º  |
| 2021-22 | Spark SRT05e   | Porsche 99X Electric | M    |     |                        | DIR | DIR | MEX | ROM | ROM | MON  | BER  | BER  | YAK  | MAR  | NYC  | NYC | LON | LON | SEÚ | SEÚ | 60     | 7.º  |
| 2021-22 | Spark SRT05e   | Porsche 99X Electric | M    | 36  | André Lotterer         | 13  | 4   | 2   | 10  | 4   | Ret  | 4    | 8    | 9    | 15   | 16   | 9   | 12  | 12  | Ret | Ret | 60     | 7.º  |
| 2021-22 | Spark SRT05e   | Porsche 99X Electric | M    | 94  | Pascal Wehrlein        | 11  | 9   | 1   | 8   | 6   | Ret  | 6    | 12   | 8    | 12   | 6    | 11  | 10  | 10  | 7   | Ret | 60     | 7.º  |
| 2022-23 | Fórmula E Gen3 | Porsche 99X Electric | H    |     |                        | MEX | DIR | DIR | HYD | CAB | SÃO  | BER  | BER  | MON  | YAK  | YAK  | PRT | ROM | ROM | LON | LON | 242    | 4.º  |
| 2022-23 | Fórmula E Gen3 | Porsche 99X Electric | H    | 13  | António Félix da Costa | 7   | Ret | 11  | 3   | 1   | 4    | Ret  | 5    | 15   | 8    | 7    | 3   | Ret | 12  | 16  | 16  | 242    | 4.º  |
| 2022-23 | Fórmula E Gen3 | Porsche 99X Electric | H    | 94  | Pascal Wehrlein        | 2   | 1   | 1   | 4   | Ret | 7    | 6    | 7    | 10   | 1    | 6    | 6   | 9   | 7   | 9   | 10  | 242    | 4.º  |